# Kaple svatého Jana Nepomuckého (Lipnice)
Kaple svatého Jana Nepomuckého (někdy uváděná jako kostel svatého Jana Nepomuckého) je římskokatolická kaple v Lipnici, části města Dvůr Králové nad Labem. Patří do farnosti Dvůr Králové nad Labem. Vlastníkem kaple je Město Dvůr Králové nad Labem.

## Bohoslužby
Pravidelné bohoslužby se v kapli nekonají.

## Fotogalerie

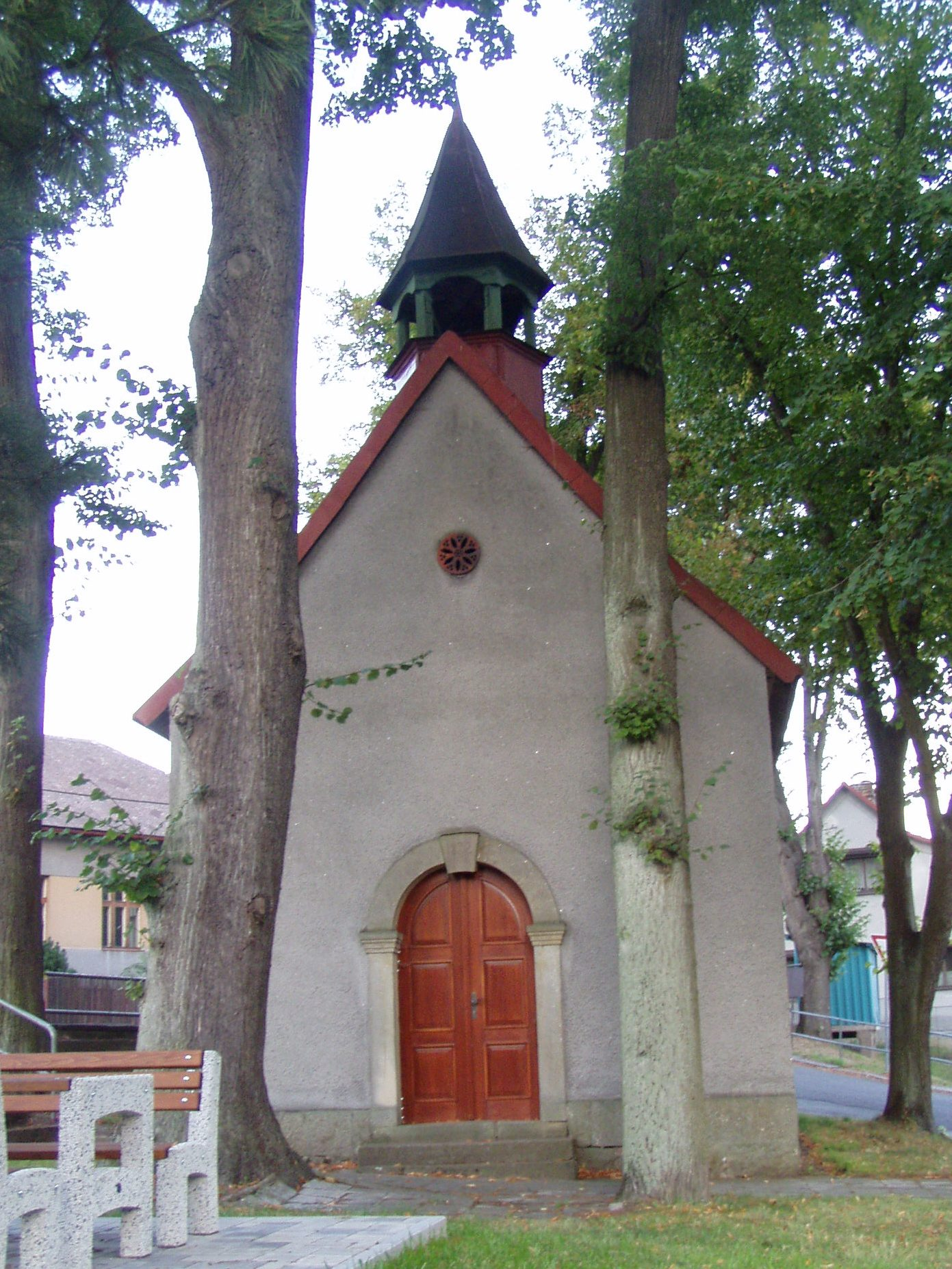
Kaple od Z
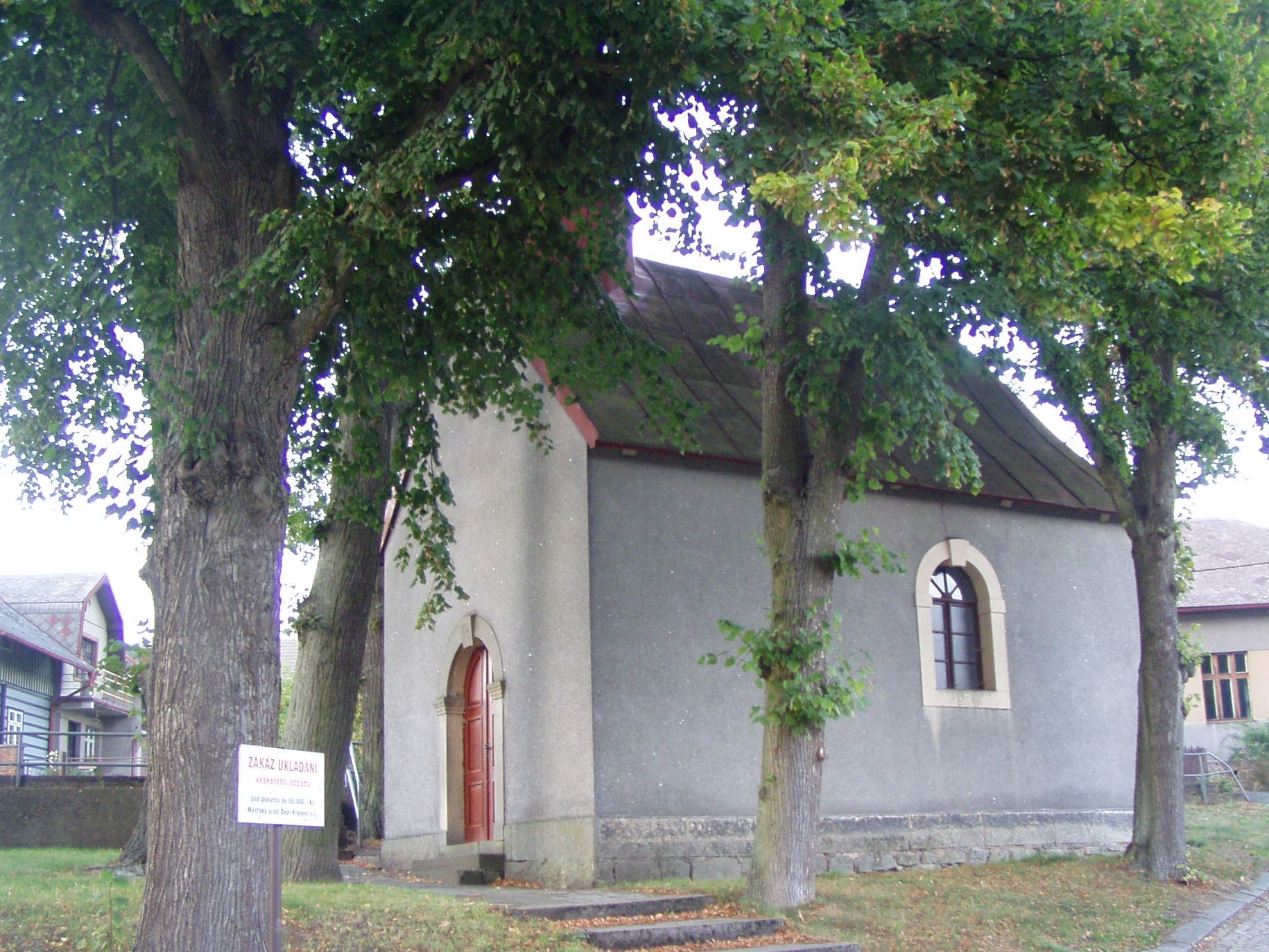
Kaple od JZ
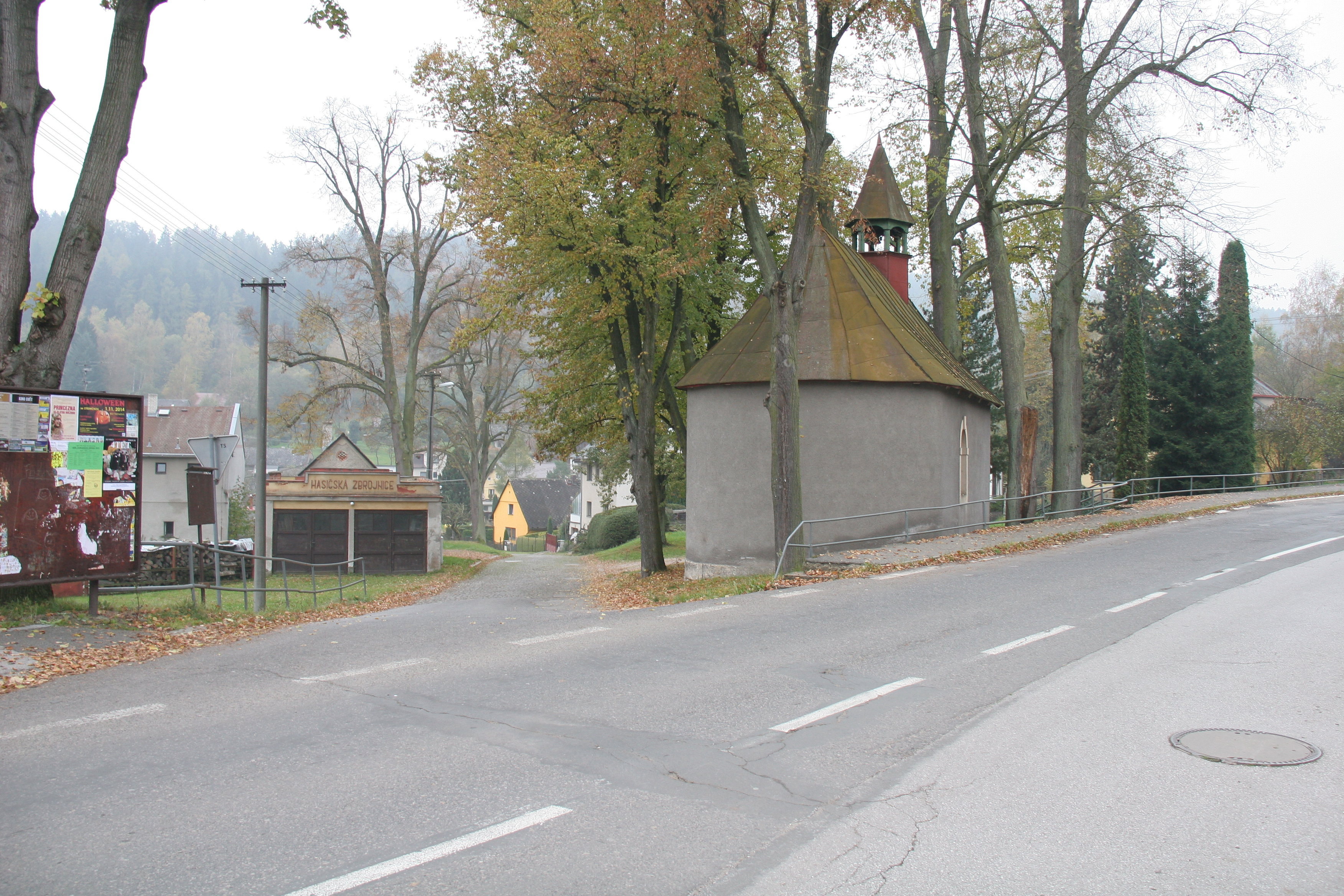
Kaple od JV